# De Morbis Artificum Diatriba
De Morbis Artificum Diatriba (Дисертація про хвороби працівників) — перша книга, написана спеціально про професійні захворювання та запобігання ризикам, пов'язаним з роботою. Вона була написана латинською мовою Бернардіно Рамацціні й опублікована в Модені в 1700 році. У 1713 році в Падуї було надруковано друге видання. Протягом тривалого часу Рамацціні був визнаним батьком медицини праці. Діатриба цитувалася Адамом Смітом, Карлом Марксом і Коттоном Метером і вважається основоположною працею в галузі медицини праці та гігієни праці. Книга описує від 53 до 69 різних професій і містить аналітичні та методологічні підходи до діагностики та профілактики пов'язаних із ними захворювань. Це була перша книга, яка розглядала вплив психоактивних речовин як причину головного болю.